# ここで、キスして。 (テレビドラマ)
『ここで、キスして。』は、日本テレビ系列の深夜ドラマ枠の『shin-D』（水曜0:50 - 1:20）において1999年3月2日から4月27日までテレビ放映された作品である。全9話。

## 概要
登場人物6人（キョウコ、タカオ、ユウイチ、ミノリ、リサ、ハルナ）の純愛を描いている。エンディングにはドラマと同名曲の椎名林檎「ここでキスして。」が使用された。

## 登場人物
- キョウコ（伊藤裕子）： 人気作家
- タカオ（谷原章介）: キョウコの恋人
- ユウイチ（阿部サダヲ）: キョウコと寂しさを分かち合おうとする
- ミノリ（渡辺由紀）: ユウイチの妻
- リサ（小雪）: タカオに思いを寄せている
- ハルナ（赤坂七恵）: キョウコの担当編集者